# 本堂寛
本堂 寛（ほんどう ひろし、1932年8月2日 - 2021年11月30日）は、日本の国語教育学者・日本語学者。青山学院大学名誉教授。

## 生涯
岩手県盛岡市大通生まれ。岩手県立盛岡第一高等学校卒、1955年東北大学文学部国語学科卒業、1957年同大学院修士課程修了。岩手県立黒沢尻南高等学校教諭、1959年岩手県立盛岡第一高等学校教諭、1965年一関工業高等専門学校助教授、1968年国立国語研究所研究員、研究室長、1974年岩手大学教育学部教授、1977年教授、ブラジルサンパウロ大学文学部客員教授、1982年文部省初等中等教育局小学校教科調査官、東北大学教養部教授、青山学院大学文学部教授、2003年定年退職、名誉教授。盛岡弁（もりおかことば）学会会長。
2021年11月30日、盛岡市内の病院で死去。89歳没。

## 著書
- 『岩手方言の語源』熊谷印刷出版部 2004

### 共編著
- 『授業改善の新展開』共編 みずうみ書房 学習活動ハンドブック 国語科編 1985
- 『改訂小学校学習指導要領の展開 国語科編』渋谷孝,古田東朔,川上繁共編 明治図書出版 1989
- 『国語の新授業展開 1～6年』大越和孝、進藤猛、岩城俊一、八田洋弥、川上繁、石川修三共編 国土社 1989
- 『小学校学習指導要領 ’89告示 国語科の解説と実践』小森茂共編著 小学館 1989
- 『小学校新学習指導要領Q&A 国語』大熊徹共編 全教図 1989
- 『小学校新教育課程を読む 国語科の解説と展開』編著 教育開発研究所 1989
- 『新しい漢字指導の計画と展開』小森茂共編 明治図書出版 楽しい国語の授業 1990
- 『新学習指導要領の指導事例集 小学校国語科』全7巻 川上繁共編 明治図書出版 1990
- 『小学校文学教材・教材性の発見と指導の実際』藤井圀彦共編著 東京書籍 東書TMシリーズ 新指導要領準拠 1991
- 『小学校国語話すこと聞くことの指導 年間指導計画と指導事例』山崎和男共編著 東京書籍 東書TMシリーズ 新指導要領準拠 1992
- 『最新ひと目でわかる全国方言一覧辞典』江端義夫,加藤正信共編 学習研究社 1998
- 『新しい教育課程と学習活動の実際 国語』小森茂共編著 東洋館出版社 小学校新学習指導要領実践 1999
- 『小学校新学習指導要領Q&A 解説と展開 国語編』大熊徹共編 教育出版 1999